# Bahnstrecke Görlitz–Weißenberg
| Streckennummer: | 6582                               |                                                      |                                                      |
| Kursbuchstrecke: | 129f (1934) 160h (1946) 232 (1993) |                                                      |                                                      |
| Streckenlänge: | 26,29 km                           |                                                      |                                                      |
| Spurweite: | 1435 mm (Normalspur)               |                                                      |                                                      |
| Maximale Neigung: | 46 ‰                               |                                                      |                                                      |
| Minimaler Radius: | 200 m                              |                                                      |                                                      |
| Zahnstangensystem: | Abt (bis 1922/1936)                |                                                      |                                                      |
| Streckengeschwindigkeit: | 50 km/h                            |                                                      |                                                      |
| |                                    |                                                      |                                                      |
| \| \| 0,00 \| Görlitz West früher Görlitz Rauschwalder Straße Klbf \| Görlitz West früher Görlitz Rauschwalder Straße Klbf \| \| \| \| Anst Industriebahn \| \| \| \| \| \| \| \| \| \| \| \| \| \| \| Anst Alstom \| \| \| \| 1,00 \| Görlitz Industriebahnhof früher Schlauroth Ost \| Görlitz Industriebahnhof früher Schlauroth Ost \| \| \| \| von Görlitz \| \| \| \| 1,2 \| Abzw Svt \| Abzw Svt \| \| \| \| nach Berlin Görlitzer Bf \| \| \| \| \| (Neutrassierung 1948) \| \| \| \| 1,5 \| Wegunterführung (3,85 m) \| Wegunterführung (3,85 m) \| \| \| 2,4 \| Wegunterführung (4,75 m) \| Wegunterführung (4,75 m) \| \| \| \| Bundesstraße 99 \| \| \| \| 3,0 \| Anst Görlitz Nord \| Anst Görlitz Nord \| \| \| 4,7 \| Brücke Ebersbach (43,2 m), Weißer Schöps \| Brücke Ebersbach (43,2 m), Weißer Schöps \| \| \| 5,30 \| Ebersbach (b Görlitz) (ehem. Bf) \| 205 m \| \| \| 8,16 \| Königshain-Liebstein \| 223 m \| \| \| 10,0 \| Nieder-Königshain \| Nieder-Königshain \| \| \| 11,43 \| Königshain-Hochstein \| 270 m \| \| \| \| Beginn Zahnstange (bis 1922/1936) \| \| \| \| \| Ende Zahnstange (bis 1922/1936) \| \| \| \| 15,94 \| Hilbersdorf (Kr Görlitz) \| 213 m \| \| \| 16,52 \| Arnsdorf (Kr Görlitz) \| 200 m \| \| \| 18,58 \| Döbschütz (ehem. Bf) \| 185 m \| \| \| 22,04 \| Buchholz (Kr Görlitz) (ehem. Bf) \| 185 m \| \| \| \| ehemalige Landesgrenze Preußen–Sachsen \| \| \| \| \| Brücke Löbauer Wasser \| \| \| \| \| Verbindungsgleis zur Bahnstrecke Löbau–Radibor \| \| \| \| 26,74 \| Weißenberg (Sachs) Süd früher Weißenberg Klbf \| 184 m \| |                                    |                                                      |                                                      |
| Kopfbahnhof Streckenanfang (Strecke außer Betrieb) | 0,00                               | Görlitz West früher Görlitz Rauschwalder Straße Klbf | Görlitz West früher Görlitz Rauschwalder Straße Klbf |
| Abzweig geradeaus und von rechts (Strecke außer Betrieb) |                                    | Anst Industriebahn                                   | Anst Industriebahn                                   |
| Strecke von links (außer Betrieb) · Abzweig geradeaus und nach rechts (Strecke außer Betrieb) |                                    |                                                      |                                                      |
| Strecke (außer Betrieb) |                                    |                                                      |                                                      |
| Abzweig geradeaus und nach rechts · Strecke (außer Betrieb) |                                    | Anst Alstom                                          | Anst Alstom                                          |
| Dienststation / Betriebs- oder Güterbahnhof · Strecke (außer Betrieb) | 1,00                               | Görlitz Industriebahnhof früher Schlauroth Ost       | Görlitz Industriebahnhof früher Schlauroth Ost       |
| Abzweig geradeaus und von links · Kreuzung geradeaus unten (Strecke geradeaus außer Betrieb) |                                    | von Görlitz                                          | von Görlitz                                          |
| ehemalige Blockstelle · Strecke (außer Betrieb) | 1,2                                | Abzw Svt                                             | Abzw Svt                                             |
| Abzweig ehemals geradeaus und nach rechts · Strecke (außer Betrieb) |                                    | nach Berlin Görlitzer Bf                             | nach Berlin Görlitzer Bf                             |
| Strecke nach links (außer Betrieb) · Abzweig geradeaus und von rechts (Strecke außer Betrieb) |                                    | (Neutrassierung 1948)                                | (Neutrassierung 1948)                                |
| Brücke (Strecke außer Betrieb) | 1,5                                | Wegunterführung (3,85 m)                             | Wegunterführung (3,85 m)                             |
| Brücke (Strecke außer Betrieb) | 2,4                                | Wegunterführung (4,75 m)                             | Wegunterführung (4,75 m)                             |
| Brücke (Strecke außer Betrieb) |                                    | Bundesstraße 99                                      | Bundesstraße 99                                      |
| Abzweig geradeaus und von rechts (Strecke außer Betrieb) | 3,0                                | Anst Görlitz Nord                                    | Anst Görlitz Nord                                    |
| Brücke über Wasserlauf (Strecke außer Betrieb) | 4,7                                | Brücke Ebersbach (43,2 m), Weißer Schöps             | Brücke Ebersbach (43,2 m), Weißer Schöps             |
| Haltepunkt / Haltestelle (Strecke außer Betrieb) | 5,30                               | Ebersbach (b Görlitz) (ehem. Bf)                     | 205 m                                                |
| Haltepunkt / Haltestelle (Strecke außer Betrieb) | 8,16                               | Königshain-Liebstein                                 | 223 m                                                |
| Haltepunkt / Haltestelle (Strecke außer Betrieb) | 10,0                               | Nieder-Königshain                                    | Nieder-Königshain                                    |
| Bahnhof (Strecke außer Betrieb) | 11,43                              | Königshain-Hochstein                                 | 270 m                                                |
| Grenze (Strecke außer Betrieb) |                                    | Beginn Zahnstange (bis 1922/1936)                    | Beginn Zahnstange (bis 1922/1936)                    |
| Grenze (Strecke außer Betrieb) |                                    | Ende Zahnstange (bis 1922/1936)                      | Ende Zahnstange (bis 1922/1936)                      |
| Bahnhof (Strecke außer Betrieb) | 15,94                              | Hilbersdorf (Kr Görlitz)                             | 213 m                                                |
| Bahnhof (Strecke außer Betrieb) | 16,52                              | Arnsdorf (Kr Görlitz)                                | 200 m                                                |
| Haltepunkt / Haltestelle (Strecke außer Betrieb) | 18,58                              | Döbschütz (ehem. Bf)                                 | 185 m                                                |
| Haltepunkt / Haltestelle (Strecke außer Betrieb) | 22,04                              | Buchholz (Kr Görlitz) (ehem. Bf)                     | 185 m                                                |
| Grenze (Strecke außer Betrieb) |                                    | ehemalige Landesgrenze Preußen–Sachsen               | ehemalige Landesgrenze Preußen–Sachsen               |
| Brücke über Wasserlauf (Strecke außer Betrieb) |                                    | Brücke Löbauer Wasser                                | Brücke Löbauer Wasser                                |
| Abzweig geradeaus und nach links (Strecke außer Betrieb) |                                    | Verbindungsgleis zur Bahnstrecke Löbau–Radibor       | Verbindungsgleis zur Bahnstrecke Löbau–Radibor       |
| Kopfbahnhof Streckenende (Strecke außer Betrieb) | 26,74                              | Weißenberg (Sachs) Süd früher Weißenberg Klbf        | 184 m                                                |

Die Bahnstrecke Görlitz–Weißenberg war eine Nebenbahn auf dem Gebiet des heutigen Freistaates Sachsen. Erbaut und betrieben wurde sie ursprünglich von der Görlitzer Kreisbahn A.G., einer Kleinbahn mit preußischer Konzession mit Sitz in Görlitz. Die Strecke begann in Görlitz in einem eigenen Bahnhof und führte in westlicher Richtung durch die Königshainer Berge über Königshain nach Weißenberg, wo sie in die Bahnstrecke Löbau–Radibor einmündete.

## Geschichte

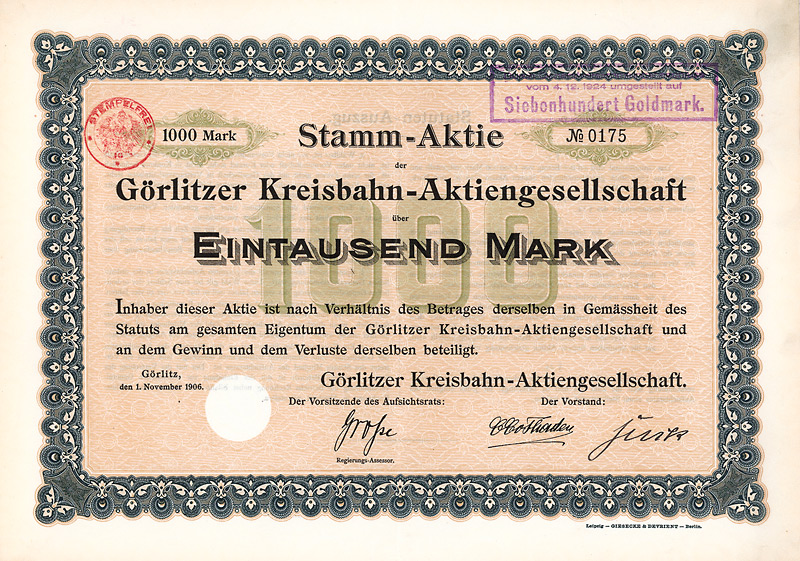
Aktie über 1000 Mark der Görlitzer Kreisbahn-AG vom 1. November 1906

Die Görlitzer Kreisbahn A.G. wurde am 20. Juli 1903 gegründet. Zu gleichen Teilen waren einerseits Kreis und Stadt Görlitz, andererseits der preußische Staat beteiligt. Das größte Aktienpaket übernahm die Bahnbauunternehmung Lenz & Co GmbH, die bis 1946 auch den Betrieb führte.
Die normalspurige Strecke begann am Kleinbahnhof Rauschwalder Straße – 1,3 km vom Staatsbahnhof Görlitz entfernt – und durchquerte in westlicher Richtung den damaligen preußischen Landkreis Görlitz. Der fahrplanmäßige Personenverkehr begann am 1. Juni 1905 und führte über Königshain bis Krischa-Tetta. Schon ab 20. März war jedoch Granit mit Güterzügen abtransportiert worden; denn neben der allgemeinen Erschließungsfunktion war die Bahn für den Abtransport der in den Königshainer Bergen gewonnenen Granitsteine seinerzeit unentbehrlich, die für Bauten in weit entfernten Städten verwendet wurden.
Am 14. Dezember 1913 wurde das letzte, 5 km lange Teilstück bis ins sächsische Weißenberg eröffnet, wo die Staatsbahnstrecke Löbau–Baruth–Radibor erreicht wurde. Die Gesamtlänge der Bahn betrug 27 km. Bemerkenswert war eine 1,6 km lange Zahnstangenstrecke (System Abt) zwischen Königshain-Wald und Hilbersdorf, die bis 1922 benutzt und 1936 abgebaut worden ist.
Am Industriebahnhof im Nordwesten von Görlitz existierten ein Anschlussgleis zum Waggonbau Görlitz, zwei Stumpfgleise zum Lokschuppen der Kreisbahn sowie ein Übergabegleis zur Staatsbahn. In Richtung des Kreisbahnhofs zweigte von der Strecke in Richtung Osten die Industriebahn mit zahlreichen Anschließern ab. Im Jahr 1925 zählte die Industriebahn 25 angeschlossene Betriebe. Dazu zählten unter anderem die Stadt Görlitz mit einem Freiladegleis, der städtische Schlachthof, der Oberlausitzer Hilfsverein, die Maschinenfabrik Kosmos, die schlesische Raiffeisen-Gesellschaft, die schlesische Montan-Gesellschaft, die Oberlausitzer Glashütten Niederschlesien, die Spedition Paul Donath und der Consum-Verein. Weiterhin besaßen der Waaren-Einkaufs-Verein, die Industriebau A.G. und das Rotunda Werk Gleisanschlüsse auf dem Stadtgebiet.
Nach dem Zweiten Weltkrieg kam der westlich der Lausitzer Neiße gelegene Teil Niederschlesiens zum Land Sachsen. Als Privatbahn wurde das (mehrheitlich in öffentlicher Hand befindliche) Unternehmen am 1. Juli 1946 zugunsten des Landes Sachsen enteignet und der Deutschen Reichsbahn am 31. März 1947 zur Verwaltung übergeben; die offizielle Eingliederung erfolgte am 11. Mai 1948. Die Personenzüge fuhren nun den Görlitzer Bahnhof als Endpunkt an, dadurch war die Fahrstrecke der Personenzüge um 800 m länger geworden.
Die Strecke wurde bis in die Zeit nach dem Ende der DDR betrieben. Allerdings war der Personenverkehr westlich von Königshain-Hochstein bereits am 27. Mai 1972 (offiziell am 1. Oktober) eingestellt worden, während der Güterverkehr dort schon vorher endete. Zuletzt waren die Personenzüge auf der 28 km langen Strecke eineinhalb Stunden unterwegs.
Nach einer Oberbauerneuerung konnte die Fahrzeit zwischen Görlitz und Königshain-Hochstein später auf 25 Minuten nahezu halbiert werden. Dennoch war die Eisenbahnstrecke nach 1990 nicht länger konkurrenzfähig und der Personenverkehr auf der Strecke Görlitz–Königshain-Hochstein endete am 22. Mai 1993. Der Güterverkehr wurde noch bis zum 31. Dezember 1994 bedient. Am 24. November 1997 wurde die Stilllegung der Strecke vom Eisenbahn-Bundesamt genehmigt und am 20. Dezember 1997 vollzogen.

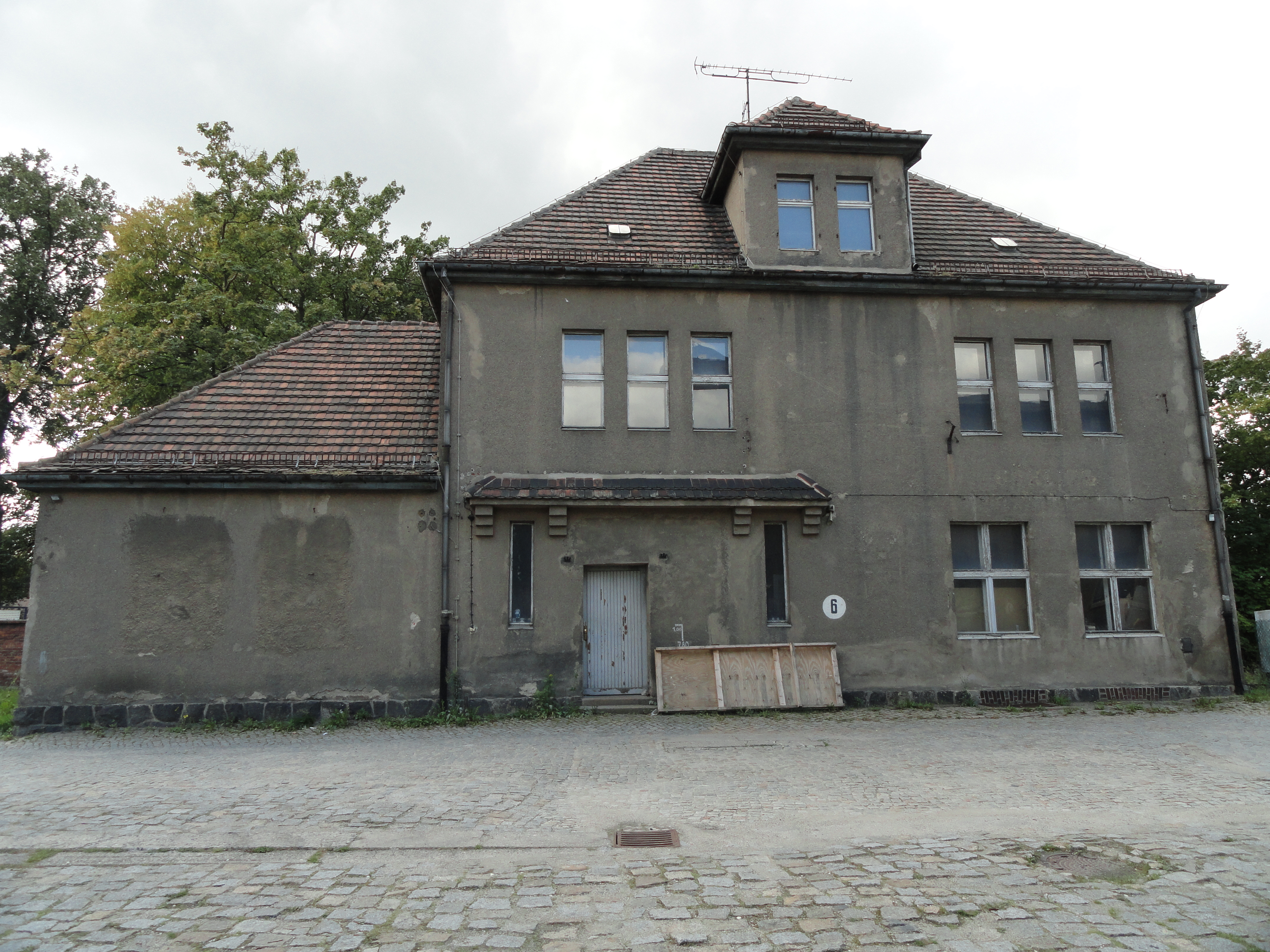
Die Gleisseite des ehem. Görlitzer Kreisbahnhofs im Jahr 2011

Nach der Betriebseinstellung gab es Bestrebungen seitens eines Vereines, einen Museumsverkehr auf der Strecke einzurichten. Abgestellte verfallene Wagen auf dem Bahnhofsgelände in Königshain-Hochstein zeugen auch heute noch von diesem Vorhaben.
Ein Teil der Gleise zwischen Görlitz und Königshain-Hochstein wurde Ende der 1990er Jahre abgebaut. Auf der ehemaligen Bahnstrecke wurde ein rund 8,5 km langer Radweg gebaut, der am 30. April 2009 eingeweiht wurde. Er dient unter anderem als Querverbindung zwischen dem Neißeradweg und dem Froschradweg in Thiemendorf.

## Streckenbeschreibung
Ausgangspunkt der Strecke war der Görlitzer Kreisbahnhof (später: Görlitz West), etwa 1,3 Kilometer westlich des Staatsbahnhofes an der Rauschwalder Straße gelegen. Von dort führte die Trasse zunächst nach Görlitz Übergabebahnhof, wo der Anschluss zur Staatsbahn bestand. Auf diesem Abschnitt lag eine Vielzahl von Anschlussgleisen, darunter das bis heute bedeutsame zum Waggonhersteller Alstom, früher WUMAG. Nach Unterquerung der Bahnstrecke Berlin–Görlitz führte die Strecke in westlicher Richtung durch die Talmulde des Königshainer Wassers nach Königshain, wo die Strecke ab 1972 endete. Nach Überquerung der Wasserscheide zum Schwarzen Schöps fiel die Strecke mit erheblichem Gefälle ab. In diesem Streckenabschnitt war bis 1936 eine Zahnstange zur Überwindung der Neigung eingebaut. Danach führte die Strecke weiter mit wechselnden Neigungen westwärts durch landwirtschaftlich genutztes Gebiet bis nach Weißenberg, wo sie die Landesgrenze zwischen Preußen und Sachsen überquerte, und in einem eigenen Bahnhof neben dem Staatsbahnhof endete.

## Fahrzeugeinsatz
Der Betrieb wurde anfangs mit C-gekuppelten Zahnradloks (Lenz-Typ bz) abgewickelt, bevor mit dem Übergang zum Adhäsionsbetrieb drei Dh2-Lokomotiven des Typs ELNA 6 mit Riggenbach-Gegendruckbremse beschafft wurden.
Die Deutsche Reichsbahn ordnete die drei ELNA-Loks in die Baureihe 9229 ein. Neben diesen kamen später auch preußische T 9.3 und T 12 zum Einsatz. Die Personenzüge wurden meist aus Behelfspersonenwagen der Baureihe MCi-43 und Neubau-Gepäckwagen gebildet. In den 1970er Jahren wurden die Dampfloks durch Diesellokomotiven der Baureihe V 100 ersetzt, die vor Personenzügen mit zwei- und dreiachsigen, später vierachsigen Rekowagen verkehrten.